# Gnophopsodos
Gnophopsodos là một chi bướm đêm thuộc họ Geometridae.